# Leave a Light On (Tom Walker)
Leave a Light On is een nummer van de Britse singer-songwriter Tom Walker uit 2018. Het is de derde single van zijn debuutalbum What a Time to Be Alive.
Volgens Walker gaat "Leave a Light On" over een vriend die met een verslaving worstelde. Walker schreef het nummer voor de familie en vrienden van zijn vriend, om hen te laten weten dat ze bij hem hun verhaal konden doen. Het nummer werd een grote hit in Europa. In het Verenigd Koninkrijk bereikte het nummer de 7e positie. In de Nederlandse Top 40 haalde het de 6e positie, en in de Vlaamse Ultratop 50 de 2e.

## NPO Radio 2 Top 2000
| Nummer met noteringen in de NPO Radio 2 Top 2000 | '19  | '20  |
| ------------------------------------------------ | ---- | ---- |
| Leave a Light On                                 | 1871 | 1976 |

1. ↑  Een vetgedrukt getal geeft de hoogste notering aan.
2. ↑  2019 was het eerste jaar met een notering voor dit nummer.
3. ↑  Deze tabel is bijgewerkt tot en met de laatste editie (2024).